# Piotr Lisek
Piotr Lisek (* 16. srpna 1992 Duszniki) je polský atlet, halový mistr Evropy ve skoku o tyči z roku 2017.

## Kariéra
Do evropské a světové tyčkařské špičky se dostal v roce 2015 – na halovém mistrovství Evropy v Praze i na mistrovství světa v Pekingu skončil třetí. V následující sezóně získal další bronzovou medaili – tentokrát na halovém mistrovství světa v Portlandu. Při dalších mezinárodních startech v roce 2016 obsadil v soutěži tyčkařů čtvrté místo – na mistrovství Evropy v Amsterdamu i na olympiádě v Rio de Janeiro.
Zatím nejúspěšnější sezónou byl pro něj rok 2017. V únoru si vytvořil nový osobní rekord výkonem rovných 6 metrů, začátkem března se pak stal v Bělehradě halovým mistrem Evropy. V srpnu vybojoval stříbrnou medaili v soutěži tyčkařů na světovém šampionátu v Londýně.

## Osobní život
V roce 2016 se oženil s polskou tyčkařkou Aleksandra Wiśnik. Mají spolu dceru a syna.